# Чебышёв (лунный кратер)
Чебышёв (лат. Chebyshev) — кратер на обратной стороне Луны. Диаметр — 180 км, координаты центра — 34°01′ ю. ш. 132°53′ з. д. / 34,01° ю. ш. 132,88° з. д. Носит имя великого русского математика Пафнутия Чебышёва. Это название было утверждено Международным астрономическим союзом в 1970 году.
Чебышёв — древний кратер: он образовался в нектарском периоде. На нём видны выбросы от удара, образовавшего бассейн Моря Восточного. Он существенно разрушен последующими ударами и усеян меньшими кратерами. Юго-восточным краем он граничит с вдвое меньшим кратером Ленгмюр. Вал Чебышёва сглажен, а кое-где террасирован и обрушен внутрь; особенно крупный оползень находится на его границе с Ленгмюром. Дно неровное с небольшой центральной горкой; лавового покрытия и трещин нет. Лучевой системы не имеет, находится на материке.

## Сателлитные кратеры
| Чебышёв | Координаты                                              | Диаметр, км |
| ------- | ------------------------------------------------------- | ----------- |
| C       | 30°17′ ю. ш. 127°31′ з. д. / 30,29° ю. ш. 127,51° з. д. | 27          |
| N       | 37°45′ ю. ш. 134°40′ з. д. / 37,75° ю. ш. 134,67° з. д. | 24          |
| U       | 33°17′ ю. ш. 137°06′ з. д. / 33,29° ю. ш. 137,10° з. д. | 36          |
| V       | 33°32′ ю. ш. 133°59′ з. д. / 33,53° ю. ш. 133,99° з. д. | 24          |
| Z       | 28°44′ ю. ш. 132°41′ з. д. / 28,73° ю. ш. 132,68° з. д. | 12          |